# Babylonia ambulacrum
Babylonia ambulacrum is een slakkensoort uit de familie van de Babyloniidae. De wetenschappelijke naam van de soort is voor het eerst geldig gepubliceerd in 1825 door G. B. Sowerby I.